# 炎のごとく
『炎のごとく』（ほのおのごとく）は、1981年5月9日に公開された日本映画。巨匠・加藤泰の最後の劇映画である。上映時間147分。
飯干晃一の『会津の小鉄』を原作に、幕末の京都を舞台に、侠客・会津の小鉄こと仙吉と京都の町の人々のドラマを、天誅横行、池田屋事件、蛤御門の変などを背景に描いている。

## あらすじ
仙吉は、呉服屋の跡取り息子だったが、人殺しの罪で大坂所払いとなり、博徒として諸国を渡り歩いていた。
とある雪国で喧嘩をしたとき、瞽女のおりんに手当てを受けたことから、おりんを愛するようになる。強盗の浪人を斬り、逃げる途中、「わい、負けじゃ、お前には。こうなったらわいもお前に賭けまっせ。お前ちゅう者一人、幸せにしてみせるに賭けて。京都じゃ」と仙吉はおりんにいい、二人で京都へ行き、人足口入屋の大垣屋清八を訪ね、親分子分の水盃を交わすようにすすめられるが、おりんのためにも堅気でいたい仙吉は断る。「手前、ここに連れております、おりん、この女一人、幸せにしてやれるか、やれんか、してみせるに賭けて京都に参りましてん。親分と親子の盃しますと、その盃の義理を第一にして、生き死にを考えななりまへん。手前、嘘が言えまへん。手前の一番はこのおりん」その心意気に打たれた清八の女房お栄の計らいで、賭場で弁当売りをするが、ある日、暴れた男を包丁で刺し殺してしまう。
仙吉は、誰のシマでもない鴨川の中洲河原に賭場を開くが、名張屋に目をつけられ、清八に怒られる。ヤケ酒をあおって寝てしまった仙吉を名張屋の子分が襲撃、仙吉をかばったおりんは頭を殴られて死んでしまう。怒った仙吉は、名張屋へ乗り込むが、そこにいた四人の大親分、名張屋新蔵、新門辰五郎、薬師の梅吉、小金井小次郎に説き諭され、大泣きになく。
おりんの位牌を持った仙吉は、大坂の家で戻り、祖父母は黙って、その位牌を仏壇にまつってくれた。その席で、お富という娘を紹介され、嫁とりをすすめられるが、おりんを生涯ただ一人の女と思い定めている仙吉は辞退する。
大坂で友人の山崎烝と再会、山崎は、侍になりたい佐々木愛次郎とともに新選組に入るため、京都にやってくる。佐々木は八百屋の娘あぐりと愛し合うようになるが、仙吉は侍になりたい佐々木に危惧を感じ、二人の交際に反対、「あぐりちゃん、わいはな、お前のため、おりん仲良くしてくれた、お前にはなあ、死んだわいのお母さんと同じ、悲しいめになるような・・・・・。侍はいかん。佐々木はん、あんた、新選組に賭けなはったのやろ。それで、女幸せに・・・・」と諭すが、あぐりは「女の気持ち、小鉄さん、知らん」と言い放たれる。周囲の企てで屋根の上らされた高所恐怖症の仙吉は、二人の仲を認めざるを得なくなる。
激動の幕末、京都では、天誅が横行。これを鎮圧するため、会津藩主・松平容保が上洛。会津藩の御用を預かった仙吉は、家老・田中土佐によって、新選組局長の近藤勇と会う。佐々木を脱退させてほしいと頼むが、「これからは人だよ」と近藤に断られる。が、二人の心は、同じ「虎徹」を持つことから通い合う。その席へお富が芸子として現れる。仙吉は追い返そうとするが、お富は仙吉の家に居座ってしまう。
京都の市中で、佐々木とあぐりは、新選組局長の芹沢鴨一派と出くわし、あぐりを見初めた芹沢は、あぐりを妾に差し出すように命じる。隊士・佐伯亦三郎のすすめで、佐々木はあぐりと駆け落ちをはかる。
しかし、それは罠だった。佐々木とあぐりは、芹沢一派の待ち伏せに遭い、佐々木は斬殺、あぐりは自害してしまう。一足遅く駆けつけた仙吉たちは、清純なままに死んだ二人を見た近藤勇が「美しい」というと、お富は「違う。何が美しいです、おおきにです。女が一番美しいのは、好きなお方と添い遂げて、そのお方のややこ産んで・・・・育て・・・・、育て・・・・」という。仙吉は、二人の仇を討つために、芹沢を襲撃、とどめをあぐりの両親である八百屋夫婦にささせる。
岡田以蔵が盗みで引き立てられ、それにすがる情婦を仙吉は家へ送るが、いきなり切りつけられる。事情を聞くと、この女は、かつて、仙吉とおりんを襲って返り討ちにあった追いはぎの娘だった。
池田屋事件が勃発。その乱闘の最中、新選組に斬られた岡田以蔵の情婦ー和多田なかが男装のまま、二階から落ちてきた。駆け寄った仙吉の腕の中で、なかは絶命する。「何でや。何で。おりん、どの人かて、わい、一生懸命してるで。そうしか出来へん。お前にかて、あぐりちゃんにかて、富ちゃんにかて、この人にかて。それが、何で」この池田屋事件の報復のため、長州軍が京都へ侵攻。所謂、蛤御門の変である。出陣する近藤らに「友達じゃなかったんですか」と仙吉は問い詰めるが、戦乱の末、京都は焼け野原となる。
その焼け野原で仙吉は、おりんの幻を見る。
「おりん、わいの賭けは負けやったんかなあ。いや、違う。わいは負けへんで。また賭けるで」
焼け残った井戸で顔を洗った仙吉は「わいはやるで！」と意気を新たにするのだった。

## キャスト
- 仙吉：菅原文太
- おりん：倍賞美津子
- 大垣屋清八：若山富三郎 （特別出演）
- 女房・お栄：中村玉緒
- 大風呂敷専吉：藤山寛美
- お富：きたむらあきこ
- 佐々木愛次郎：国広富之
- あぐり：豊田充里
- 和多田なか：桜町弘子
- 近藤勇：佐藤允
- 土方歳三：伊吹吾郎
- 沖田総司：琢磨一生
- 山崎烝：岡八郎
- 芹沢鴨：川合伸旺
- 山南敬助：平井昌一
- 佐伯亦三郎：水上保広
- 田中土佐：丹波哲郎 （特別出演）
- 松平容保：小倉一郎
- 岡田以蔵：東龍明
- 田中新兵衛：倉丘伸太朗
- 島田左近：清川新吾
- 本間精一郎：出水憲司
- 赤蝮の権次：汐路章
- 手伝い留：名和宏
- 賭場の代貸：松崎真
- 梅屋のお辰：菅井きん
- 国右衛門：船戸順
- いろは幸太郎：誠直也
- 上場熊五郎：青野真弓
- 「八百藤」の藤兵衛：谷村昌彦
- 焼餅屋の親爺：田中春男
- 高津の顔役水音：倉田準二
- 女房おつね：北川めぐみ
- 若頭梁平吉：荒井岱志
- 和多田安正：川津祐介
- 薩摩絣の浪人：高木均
- フロック：遠藤征慈
- 名張屋新蔵：藤田まこと
- 新門辰五郎：大友柳太朗
- 薬師の梅吉：遠藤太津朗
- 小金井小次郎：高田浩吉

## スタッフ
- 製作：松本常保、大志万恭子
- 製作助手：佐浪正彦
- 製作担当：斉藤良彰
- 監督：加藤泰
- 応援監督：倉田準二
- 助監督：小林正雄、成田裕介、平山秀幸、原田徹、大志万宗久
- 脚本：加藤泰
- 原作：飯干晃一『会津の小鉄』
- 撮影：丸山恵司
- 音楽：鏑木創
- イメージソング：泉洋次「炎のごとく」（作詞・作曲：泉洋次、編曲：松井忠重）
- 美術：梅田千代夫
- 録音：渡部芳丈
- 照明：中山治雄
- 編集：河合勝己
- スチール：石月美徳
- 殺陣：橋本栄一、美山晋八
- 製作協力：大映映画京都撮影所

## 製作

### 企画
企画は製作として名を連ねる松本常保、大志万恭子の二人。松本常保の父は会津の小鉄一家の人で、若山富三郎が演じる大垣屋清八。大垣屋とは諸国諸藩の口入れ業で、その仕事を引き継いだ清八は戦前、松竹下加茂撮影所に映画のチョイ役やエキストラを送り込む口入れをやっていた。松本は父の仕事を継いで、戦後に映画製作に関わるようになった。この二人から加藤泰監督にオファーがあった。

### キャスティング
撮影開始当初、主演の菅原文太は、NHK大河ドラマ『獅子の時代』と掛け持ちだったので、監督の加藤泰は「主役なんだよ」と怒ったという。
当時の映画は20代の「かわいいお嬢さん」系の女優を使う傾向にあったが、加藤は、あえて演技力のある30代の女優を中心に起用した。

### 撮影
加藤監督の前作『江戸川乱歩の陰獣』の撮影が1977年夏に終わり、翌1978年から、ドキュメンタリー『ざ・鬼太鼓座』と本作の制作を平行して行った。シナリオの完成は1978年暮れ。その後、制作上の問題や配給方法の検討などで時間を要し、撮影は1980年9月末から同年12月いっぱいまで。。
本作は独立プロ大和新社の制作で、松竹、東映、東宝、大映、フリーと、にっかつを除く日本映画界横断的な混成スタッフで作られた。撮影所は主に大映京都撮影所が使用されたが、その他の撮影所も使われた。ラスト・シーンの京都の焼け野原のセットは、日本京映という貸しスタジオで設営されたが、くしくもこのスタジオは、加藤が監督デビューした『剣難女難』を制作した宝プロの撮影所だったという。
この作品では、加藤一流のロー・アングル、長回し撮影が見られない。加藤はリアルな画面作りで知られるが、この『炎のごとく』では非リアルな画面作りをしている。タイトル・バックでの仙吉・おりんの絡みに花嫁行列を遠景として合成したシーン。大垣屋への殴りこみのシーンで、他の人物が消えて仙吉だけが残るシーンなどである。
京都でロケをしたとき、学生エキストラに気合が入っていなかったので、加藤は撮影を中断し、学生エキストラを前に「諸君、明治維新とは」と講義を始めた。
ラストシーンでの倍賞美津子が、遠ざかったり、近づいたりするシーンがあるが、これは、カメラを後退させながら、ズームアップを同時に行なうことで撮影されたという。加藤は、『シナリオ』1981年5月号にて、高野慎三を相手に次のように語っている。
- 「あれね、なんでおりんが出てくるんやと、シナリオのときからイロイロ言われたんですけど、僕は答えようがなくてね。困って、最後、苦し紛れ、「監督というのは、ひとつの作品の何処かで、お客さんと勝負したくなることがあるもんです。勝負さして下さい」と・・・・・・。 プロデューサーも吹き出して、「そんなら、まあ、おやりやす」と・・・・」

この作品への意気込みについて、加藤はパンフレットで次のように書いている。
- 「僕のそれらは多く骨惜しみのない大チャンバラ、大格闘の大活劇、抱腹絶倒の大ドタバタの大喜劇、泣けて泣けて堪らん大悲劇、情緒纏錦の大恋愛劇だったものである。そこで僕らの先輩の活動屋達は、まるで頼もしい兄貴のように、何が正しいか、正しくないか、人生どのように生きたら良いか、この男と女はこんな素敵な恋をしたんだぜ、自分の考えを貫くためにこんな風に戦ったんだぞと熱っぽく動く映像で語りかけようとしたものである。僕もそんな「大活動写真」が作りたい。だが毎度力及ばず頭を掻くばかりである。だが今度こそはと、またまた、性懲りもなしの挑戦を試み格闘した成果が今回の『炎のごとく』である」

## 公開方法
二部構成であるが、途中、休憩はない。第一部と第二部は、佐々木愛次郎とあぐりの出会い、シークエンスの直後、二人の口づけという、やや唐突な描写で区分けされている。

## ソフト・鑑賞手段について
本作品は、加藤泰最後の劇映画作品であり、大物俳優の総出演、ワンカットに4時間かける骨太な作り方も評価が高い。
幕末を描いた映画の中でも、当時の政治情勢などを巧みに配しながら、京都の町の人々の生活を描ききっており、NHK大河ドラマ「獅子の時代」で新境地を開いた菅原文太の主演もあって、長らくソフトの販売が待たれているが、BS・CSでの放送、単館での特集上映などを除いては、VHS、DVD、Blu-rayともにソフト化が実現されていない。
ただし、2019年10月より、Amazonプライム・ビデオにて配信が開始されており、2023年現在も購入・レンタルが可能である。